# Międzynarodowy Dzień Tolerancji
Międzynarodowy Dzień Tolerancji (ang. International Day of Tolerance) – święto obchodzone corocznie 16 listopada, ustanowione przez Zgromadzenie Ogólne ONZ rezolucją 51/95 z 12 grudnia 1995 roku z inicjatywy UNESCO.

Inicjatywa ta spowodowana była pogłębiającymi się zjawiskami nietolerancji, przemocy, nacjonalizmu, rasizmu i antysemityzmu, jakim towarzyszy marginalizacja i dyskryminacja mniejszości.
Data nie jest przypadkowa. 16 listopada 1995 roku państwa członkowskie UNESCO przyjęły Deklarację na Temat Zasad Tolerancji oraz Plan Działań po zakończeniu obchodów Roku, przy czym Międzynarodowy Rok Tolerancji (1995) został ustanowiony przez Zgromadzenie w 1993 (rezolucja 48/126) z inicjatywy Konferencji Generalnej UNESCO. 
Jest to święto szacunku i uznania bogactwa różnorodności kultur na świecie. Działania na rzecz tolerancji w ramach obchodów skierowane zostały zarówno do placówek oświatowych jak i szerszego kręgu społeczeństwa. 
W Deklaracji UNESCO, państwa członkowskie podkreślają nie tylko konieczność walki z nietolerancją i rasizmem, lecz również znaczenie różnorodności kulturowej. 
Obchody Dnia Tolerancji mają na celu:
- znalezienie głębszych przyczyn nietolerancji,
- zmobilizowanie opinii publicznej na rzecz tolerancji i informowania jej o niebezpieczeństwach związanych z objawami nietolerancji,
- wypracowanie praktycznych wskazówek dla rządów, naukowców i instytucji publicznych, w celu umożliwienia im znalezienia rozwiązań.